# Ziad Kefi
Ziad Kefi – tunezyjski zapaśnik walczący w stylu klasycznym. Brązowy medalista mistrzostw Afryki w 2003 i 2008. Siódmy w Pucharze Świata w 2002 roku.